# Стрижов, Николай Григорьевич
Николай Григорьевич Стрижов (1841, Билимбаевский завод, Екатеринбургский уезд Пермская губерния — 1924, Москва) — гласный Екатеринбургской уездной земской управы в 1879—1882 годах, гласный Пермской губернской земской управы в 1879—1882 годах, один из основателей Екатеринбургского городского архива, первый издатель и редактор первой ежедневной екатеринбургской газеты «Деловой корреспондент», инициатор создания Екатеринбургской товарной и горнопромышленной биржи.

## Биография
Родился в семье Григория Леонтьевича Стрижова, караванного и заводского приказчика Билимбаевского завода.
Благодаря Строгановым окончил Московскую земледельческую школу в 1861 году со званием ученого управительского помощника. В 1869 году получил звание учёного управителя. В 1872—1881 годах был церковным старостой Билимбаевской Свято-Троицкой церкви, затем вышел в отставку с правом ношения мундира духовного ведомства Х класса. Был организатором и почётным блюстителем Билимбаевского двухклассного училища.
В 1870—1880 годах Стрижов имел ряд мелких предприятий в Екатеринбургском уезде: мукомольную мельницу, кузницу, гвоздарную фабрику, костеобжигательную печь, ряд рудников. Торговал асбестом, огнеупорной глиной, марганцевой рудой и другими полезными ископаемыми. Был приписан к купечеству.
Был участником съездов уральских золотопромышленников и горнопромышленников, членом особого горнозаводского по промысловому налогу присутствия, гласным Екатеринбургской уездной земской управы в 1879—1882 годах, гласным Пермского губернского земской управы в 1879—1882 годах, членом Екатеринбургского уездного училищного Совета, членом попечительского совета Алексеевского реального училища в Екатеринбурге, членом попечительного совета Екатеринбургской женской гимназии с 1884 года. В 1880—1882 годах выполнял обязанности мирового судьи 5-го участка Екатеринбургского округа, в 1880 году переехал в Екатеринбург. Был инициатором создания Екатеринбургской товарной и горнопромышленной биржи и активным деятелем биржевого комитета, а после создания — старшиной Екатеринбургской товарной и горнопромышленной биржи. 
В августе 1886 года стал первым редактором-издателем первой ежедневной екатеринбургской газеты «Деловой корреспондент». Много публиковался в различных периодических изданиях.
В июне 1899 года принимал участие в уральской экспедиции Д. И. Менделеева, предоставил материал для книги «Уральская железная промышленность в 1899 году».
После 1919 года Стрижов стал одним из основателей Екатеринбургского городского архива.
В начале 1920-х годов переехал в Москву к старшему сыну, умер в 1924 году, супруга Елизавета Яковлевна в 1918 году.
Семья
У Н.Г. Стрижова и его жены Елизаветы Яковлевны (урождённой Глушковой) было пятеро детей: сыновья Иван (1872—1953) и Сергей (1875—) и дочери Елизавета (1881—), Клавдия (1883—) и Вера (1885—).

## Награды
За свои достижения был неоднократно отмечен:
- 14 декабря 1879 — личный почётный гражданин;
- 1882 — золотая медаль «За усердие» на Станиславской ленте.

## Публикации
- Стрижов Н.Г. Приложение 28. Докладная записка от почётного гражданина// «Уральская железная промышленность в 1899 году»/ ред. Д. И. Менделеев — СПб.: М-во финансов по Деп. торговли и мануфактур, 1900. — 464, 256, 146 с.